# Шурани
Шурани (слч. Šurany, мађ. Suran) су град у Словачкој, који се налази у оквиру Њитранског краја, где је град у оквиру округа Нове Замки.

## Географија
Шурани су смештени у јужном делу државе. Главни град државе, Братислава, налази се 110 км западно од града.
Рељеф: Шурани су се развили у словачком делу Панонске низије. Град је у равници, на приближно 120 m надморске висине.
Клима: Клима у Шуранима је умерено континентална.
Воде: Шурани се налазе близу леве обале реке Њитре.

## Историја
Људска насеља на овом простору датирају још из праисторије. Насеље се први пут спомиње 1138, као место насељено Мађарима.
Крајем 1918. Шурани су постали део новоосноване Чехословачке. У времену 1938-44. године град је био враћен Хортијевој Мађарској, али је поново враћен Чехословачкој после рата. За време комунизма град је нагло индустријализован, па је дошло до наглог повећања становништва. После осамостаљења Словачке град је постао њено значајно средиште, али је дошло до привредних тешкоћа у време транзиције.

## Становништво
| Година:    | 1994.  | 2004.   | 2014.   | 2024.   |
| ---------- | ------ | ------- | ------- | ------- |
| Број људи: | 10 504 | 10 426  | 10 055  | 9103    |
| Разлика:   |        | -0,74 % | -3,55 % | -9,46 % |

| Година:    | 2023. | 2024.   |
| ---------- | ----- | ------- |
| Број људи: | 9238  | 9103    |
| Разлика:   |       | -1,46 % |

Данас Шурани имају око 11.000 становника и последњих година број становника полако опада.
Етнички састав: По попису из 2001. састав је следећи:
- Словаци - 97,3%,
- Мађари - 1,1%,
- Чеси - 0,6%,
- остали.

Верски састав: По попису из 2001. састав је следећи:
- римокатолици - 80,0%,
- атеисти - 14,8%,
- лутерани - 1,2%,
- остали.

## Галерија
- Зграда општине Шурани
- Градска синагога
- Главна римокатоличка црква
- Кип Богородице